# Allium euphraticum
Allium euphraticum — вид квіткових рослин з підродини цибулевих, що зростає в Туреччині (східна Анатолія, провінція Елязиг). За морфологічними ознаками належить до Allium subgen. Allium sect. Codonoprasum. Подібна до sultaniae-ferhanii і A. turcicum, але відрізняється від них, наприклад, шкірчастою піхвою листка, загнутою назад верхівкою оцвітини, кремовим і коричнюватим забарвленням оцвітини, наявністю зубців біля основи нитки тичинки.